# Danh sách đĩa nhạc của Billie Eilish
Ca-nhạc sĩ người Mỹ Billie Eilish đã ra mắt một album phòng thu, một album trực tiếp, one video album, three extended plays, hai mươi tám đĩa đơn, và hai mươi ba video ca nhạc. Tháng 8 năm 2017, Eilish đã ra mắt đĩa mở rộng (EP) đầu tiên của cô ấy, Don't Smile at Me, nó đã đạt đến hạng 14 trên Billboard 200 tại Hoa Kỳ, hạng 12 trên UK Albums Chart, và lọt top 10 tại New Zealand, Thụy Điển và Úc. Eilish lúc đó cũng đã ra mắt các đĩa đơn lọt vào các bảng xếp hạng trên toàn cầu "Lovely" (với Khalid), "You Should See Me in a Crown", "When the Party's Over", "Come Out and Play", "Bury a Friend", "Wish You Were Gay", "Bad Guy", "Everything I Wanted", "My Future", và "Therefore I Am".
Album phòng thu đầu tay của cô ấy, When We All Fall Asleep, Where Do We Go? được ra mắt vào ngày 29 tháng 3, 2019, và đạt hạng 1 tại nhiều nước trên thế giới như Mỹ, Anh, Canada và Úc. "Bad Guy" trở thành đĩa đơn đầu tay của Eilish ra mắt trong top 10 củaBillboard Hot 100, đạt hạng 1 sau đó. Nhờ "Bad Guy", cô ấy trở thành nghệ sĩ sinh vào thế kỉ 21 đầu tiên và nghệ sĩ thứ 3 thuộc Gen Z có bài hát đạt hạng 1 tại đây cùng với album đạt hạng 1 trên Billboard 200. Eilish cũng phá kỉ lục về số bài hát lọt vào Billboard Hot 100 giữa các nghệ sĩ nữ. Cô ấy cũng đã xác nhận đã thực hiện album thứ hai với 16 bài hát. Sau đó cô ấy cũng công bố album thứ hai, Happier Than Ever, được ra mắt vào ngày 30 tháng 7, 2021, thông qua Instagram.

## Album

### Album phòng thu
| Tên                                      | Chi tiết album | Vị trí cao nhất trên bảng xếp hạng | Vị trí cao nhất trên bảng xếp hạng | Vị trí cao nhất trên bảng xếp hạng | Vị trí cao nhất trên bảng xếp hạng | Vị trí cao nhất trên bảng xếp hạng | Vị trí cao nhất trên bảng xếp hạng | Vị trí cao nhất trên bảng xếp hạng | Vị trí cao nhất trên bảng xếp hạng | Vị trí cao nhất trên bảng xếp hạng | Vị trí cao nhất trên bảng xếp hạng | Doanh số                                                       | Chứng nhận |
| Tên                                      | Chi tiết album | Mỹ                                 | Anh                                | Áo                                 | Canada                             | Đan Mạch                           | Hà Lan                             | Na Uy                              | NZ                                 | Thụy Điển                          | Úc                                 | Doanh số                                                       | Chứng nhận |
| ---------------------------------------- | --- | ---------------------------------- | ---------------------------------- | ---------------------------------- | ---------------------------------- | ---------------------------------- | ---------------------------------- | ---------------------------------- | ---------------------------------- | ---------------------------------- | ---------------------------------- | -------------------------------------------------------------- | --- |
| When We All Fall Asleep, Where Do We Go? | - Phát hành: 29 tháng 3, 2019 - Hãng: Darkroom, Interscope - Định dạng: CD, cassette, tải nhạc, streaming, đĩa than, bộ hộp         | 1                                  | 1                                  | 1                                  | 1                                  | 1                                  | 1                                  | 1                                  | 1                                  | 1                                  | 1                                  | - Canada: 69,000 - Pháp: 93,453 - Anh: 370,000 - Mỹ: 1,024,000 | - RIAA: 4× Bạch kim - ARIA: 3× Bạch kim - BPI: 2× Bạch kim - IFPI AUT: 2× Bạch kim - IFPI DEN: 3× Bạch kim - IFPI NOR: 7× Bạch kim - MC: 5× Bạch kim - RMNZ: 4× Bạch kim |
| Happier Than Ever                        | - Phát hành: ngày 30 tháng 7 năm 2021 - Hãng: Darkroom, Interscope - Định dạng: CD, cassette, tải nhạc, streaming, đĩa than, bộ hộp |                                    | 1                                  | 1                                  |                                    |                                    | 1                                  | 1                                  | 1                                  | 1                                  | 1                                  |                                                                | |

### Album trực tiếp
| Tên                       | Chi tiết album                                                     | Vị trí cao nhất | Vị trí cao nhất |
| Tên                       | Chi tiết album                                                     | Mỹ              | US Alt          |
| ------------------------- | ------------------------------------------------------------------ | --------------- | --------------- |
| Live at Third Man Records | - Phát hành: 6 tháng 12, 2019 - Hãng: Third Man - Định dạng: Vinyl | 55              | 6               |

## Đĩa mở rộng
| Tên                                          | Chi tiết EP | Vị trí cao nhất trên bảng xếp hạng | Vị trí cao nhất trên bảng xếp hạng | Vị trí cao nhất trên bảng xếp hạng | Vị trí cao nhất trên bảng xếp hạng | Vị trí cao nhất trên bảng xếp hạng | Vị trí cao nhất trên bảng xếp hạng | Vị trí cao nhất trên bảng xếp hạng | Vị trí cao nhất trên bảng xếp hạng | Vị trí cao nhất trên bảng xếp hạng | Vị trí cao nhất trên bảng xếp hạng | Chứng nhận |
| Tên                                          | Chi tiết EP | US                                 | AUS                                | AUT                                | CAN                                | DEN                                | NLD                                | NOR                                | NZ                                 | SWE                                | UK                                 | Chứng nhận |
| -------------------------------------------- | --- | ---------------------------------- | ---------------------------------- | ---------------------------------- | ---------------------------------- | ---------------------------------- | ---------------------------------- | ---------------------------------- | ---------------------------------- | ---------------------------------- | ---------------------------------- | --- |
| Don't Smile at Me                            | - Phát hành: 11 tháng 8, 2017 - Hãnh: Darkroom, Interscope - Định dạng: CD, tải nhạc, cassette, streaming, vinyl | 14                                 | 6                                  | 23                                 | 10                                 | 11                                 | 10                                 | 6                                  | 3                                  | 4                                  | 12                                 | - RIAA: Bạch kim - ARIA: Bạch kim - BPI: Bạch kim - IFPI AUT: Vàng - IFPI DEN: Bạch kim - MC: Bạch kim - RMNZ: 2× Bạch kim |
| Up Next Session: Billie Eilish               | - Phát hành: 20 tháng 9, 2017 - Hãng: Darkroom, Interscope - Định dạng: Tải nhạc, streaming                      | —                                  | —                                  | —                                  | —                                  | —                                  | —                                  | —                                  | —                                  | —                                  | —                                  | |
| Billie Eilish Live at the Steve Jobs Theater | - Phát hành: 19 tháng 12, 2019 - Hãnh: Darkroom, Interscope - Định dạng: Tải nhạc, streaming                     | —                                  | —                                  | —                                  | —                                  | —                                  | —                                  | —                                  | —                                  | —                                  | —                                  | |

## Đĩa đơn
| Tên                                                                         | Năm  | Vị trí cao nhất trên bảng xếp hạng | Vị trí cao nhất trên bảng xếp hạng | Vị trí cao nhất trên bảng xếp hạng | Vị trí cao nhất trên bảng xếp hạng | Vị trí cao nhất trên bảng xếp hạng | Vị trí cao nhất trên bảng xếp hạng | Vị trí cao nhất trên bảng xếp hạng | Vị trí cao nhất trên bảng xếp hạng | Vị trí cao nhất trên bảng xếp hạng | Vị trí cao nhất trên bảng xếp hạng | Chứng nhận | Album                                                                             |
| Tên                                                                         | Năm  | US                                 | AUS                                | AUT                                | CAN                                | DEN                                | NLD                                | NOR                                | NZ                                 | SWE                                | UK                                 | Chứng nhận | Album                                                                             |
| --------------------------------------------------------------------------- | ---- | ---------------------------------- | ---------------------------------- | ---------------------------------- | ---------------------------------- | ---------------------------------- | ---------------------------------- | ---------------------------------- | ---------------------------------- | ---------------------------------- | ---------------------------------- | --- | --------------------------------------------------------------------------------- |
| "Six Feet Under"                                                            | 2016 | —                                  | —                                  | —                                  | —                                  | —                                  | —                                  | —                                  | —                                  | —                                  | —                                  | - RIAA: Gold - ARIA: Gold - BPI: Silver - MC: Platinum | Non-album single                                                                  |
| "Ocean Eyes"                                                                | 2016 | 84                                 | 58                                 | —                                  | 68                                 | —                                  | —                                  | —                                  | 38                                 | 88                                 | 72                                 | - RIAA: 3× Platinum - ARIA: 5× Platinum - BPI: Platinum - IFPI AUT: Gold - IFPI DEN: 3× Platinum - IFPI NOR: Gold - MC: 3× Platinum - RMNZ: Platinum                            | Don't Smile at Me and Everything, Everything (Original Motion Picture Soundtrack) |
| "Bellyache"                                                                 | 2017 | —                                  | 66                                 | —                                  | 65                                 | —                                  | —                                  | —                                  | —                                  | —                                  | 79                                 | - RIAA: 2× Platinum - ARIA: 2× Platinum - BPI: Gold - IFPI DEN: Gold - MC: Platinum                                                                                             | Don't Smile at Me                                                                 |
| "Bored"                                                                     | 2017 | —                                  | —                                  | —                                  | —                                  | —                                  | —                                  | —                                  | —                                  | —                                  | —                                  | - RIAA: Gold - ARIA: Gold | Thirteen Reasons Why (A Netflix Original Series Soundtrack)                       |
| "Watch"                                                                     | 2017 | —                                  | —                                  | —                                  | —                                  | —                                  | —                                  | —                                  | —                                  | —                                  | —                                  | - RIAA: Platinum - ARIA: Platinum - BPI: Silver - MC: Platinum | Don't Smile at Me                                                                 |
| "Copycat"                                                                   | 2017 | —                                  | —                                  | —                                  | 100                                | —                                  | —                                  | —                                  | —                                  | —                                  | —                                  | - RIAA: Platinum - ARIA: Gold - BPI: Silver - MC: Platinum | Don't Smile at Me                                                                 |
| "Idontwannabeyouanymore"                                                    | 2017 | 96                                 | —                                  | —                                  | 60                                 | —                                  | —                                  | —                                  | —                                  | —                                  | 78                                 | - RIAA: 2× Platinum - ARIA: Platinum - BPI: Gold - IFPI DEN: Gold - MC: Platinum                                                                                                | Don't Smile at Me                                                                 |
| "My Boy"                                                                    | 2017 | —                                  | —                                  | —                                  | —                                  | —                                  | —                                  | —                                  | —                                  | —                                  | —                                  | - RIAA: Gold - ARIA: Platinum - BPI: Silver - MC: Platinum | Don't Smile at Me                                                                 |
| "&Burn" (with Vince Staples)                                                | 2017 | —                                  | —                                  | —                                  | —                                  | —                                  | —                                  | —                                  | —                                  | —                                  | —                                  | - RIAA: Gold - ARIA: Gold | Don't Smile at Me                                                                 |
| "Bitches Broken Hearts"                                                     | 2018 | —                                  | —                                  | —                                  | —                                  | —                                  | —                                  | —                                  | —                                  | —                                  | —                                  | - RIAA: Platinum - ARIA: Gold - BPI: Silver - MC: Platinum | Non-album single                                                                  |
| "Lovely" (with Khalid)                                                      | 2018 | 64                                 | 5                                  | 60                                 | 46                                 | —                                  | 55                                 | 39                                 | 4                                  | 51                                 | 47                                 | - RIAA: 2× Platinum - ARIA: 6× Platinum - BPI: Platinum - GLF: Platinum - IFPI AUT: Platinum - IFPI DEN: Platinum - IFPI NOR: 3× Platinum - MC: 4× Platinum - RMNZ: 2× Platinum | Thirteen Reasons Why: Season 2 (Music from the Original TV Series)                |
| "Party Favor"                                                               | 2018 | —                                  | —                                  | —                                  | —                                  | —                                  | —                                  | —                                  | —                                  | —                                  | —                                  | - RIAA: Gold - MC: Gold | Don't Smile at Me                                                                 |
| "You Should See Me in a Crown"                                              | 2018 | 41                                 | 16                                 | —                                  | 27                                 | —                                  | 59                                 | —                                  | —                                  | 43                                 | 60                                 | - RIAA: 2× Platinum - ARIA: Platinum - BPI: Gold - IFPI AUT: Gold - IFPI DEN: Gold - MC: 2× Platinum                                                                            | When We All Fall Asleep, Where Do We Go?                                          |
| "When the Party's Over"                                                     | 2018 | 29                                 | 7                                  | 25                                 | 14                                 | 16                                 | 34                                 | 9                                  | 3                                  | 10                                 | 21                                 | - RIAA: 4× Platinum - ARIA: 5× Platinum - BPI: Platinum - GLF: Platinum - IFPI AUT: Platinum - IFPI DEN: Platinum - IFPI NOR: 3× Platinum - MC: 4× Platinum - RMNZ: Platinum    | When We All Fall Asleep, Where Do We Go?                                          |
| "Come Out and Play"                                                         | 2018 | 69                                 | 23                                 | 53                                 | 36                                 | —                                  | 77                                 | —                                  | 17                                 | 69                                 | 47                                 | - ARIA: Gold - MC: Platinum | Non-album single                                                                  |
| "When I Was Older"                                                          | 2019 | —                                  | —                                  | —                                  | —                                  | —                                  | —                                  | —                                  | —                                  | —                                  | —                                  | | Music Inspired by the Film Roma                                                   |
| "Bury a Friend"                                                             | 2019 | 14                                 | 3                                  | 6                                  | 10                                 | 8                                  | 10                                 | 2                                  | 2                                  | 1                                  | 6                                  | - RIAA: 3× Platinum - ARIA: 2× Platinum - BPI: Platinum - IFPI AUT: Platinum - IFPI DEN: Platinum - IFPI NOR: Platinum - MC: 3× Platinum - RMNZ: Platinum                       | When We All Fall Asleep, Where Do We Go?                                          |
| "Wish You Were Gay"                                                         | 2019 | 31                                 | 5                                  | 16                                 | 12                                 | 12                                 | 35                                 | 14                                 | 2                                  | 13                                 | 13                                 | - RIAA: Platinum - ARIA: Platinum - BPI: Gold - IFPI AUT: Gold - IFPI DEN: Gold - IFPI NOR: Gold - MC: Gold - RMNZ: Gold                                                        | When We All Fall Asleep, Where Do We Go?                                          |
| "Bad Guy" (solo or featuring Justin Bieber)                                 | 2019 | 1                                  | 1                                  | 2                                  | 1                                  | 2                                  | 5                                  | 1                                  | 1                                  | 2                                  | 2                                  | - RIAA: 6× Platinum - ARIA: 11× Platinum - BPI: 3× Platinum - IFPI AUT: 3× Platinum - IFPI DEN: 2× Platinum - IFPI NOR: 4× Platinum - MC: 6× Platinum - RMNZ: 3× Platinum       | When We All Fall Asleep, Where Do We Go?                                          |
| "All the Good Girls Go to Hell"                                             | 2019 | 46                                 | 8                                  | —                                  | 19                                 | 29                                 | 42                                 | 22                                 | 9                                  | 25                                 | 77                                 | - RIAA: Platinum - BPI: Gold - MC: Platinum - RMNZ: Gold | When We All Fall Asleep, Where Do We Go?                                          |
| "Everything I Wanted"                                                       | 2019 | 8                                  | 2                                  | 3                                  | 6                                  | 4                                  | 4                                  | 1                                  | 2                                  | 3                                  | 3                                  | - RIAA: 3× Platinum - ARIA: 3× Platinum - BPI: Platinum - IFPI AUT: Gold - IFPI DEN: Gold - IFPI NOR: 2× Platinum - MC: 4× Platinum - RMNZ: Platinum                            | Non-album single                                                                  |
| "No Time to Die"                                                            | 2020 | 16                                 | 4                                  | 2                                  | 11                                 | 4                                  | 3                                  | 3                                  | 9                                  | 3                                  | 1                                  | - RIAA: Gold - BPI: Gold - IFPI DEN: Gold - IFPI NOR: Gold - MC: Platinum | No Time to Die                                                                    |
| "Ilomilo"                                                                   | 2020 | 62                                 | 23                                 | —                                  | 38                                 | —                                  | 63                                 | —                                  | —                                  | 63                                 | —                                  | - RIAA: Gold - BPI: Silver - ARIA: Gold - MC: Gold | When We All Fall Asleep, Where Do We Go?                                          |
| "My Future"                                                                 | 2020 | 6                                  | 3                                  | 28                                 | 9                                  | 18                                 | 30                                 | 12                                 | 4                                  | 12                                 | 7                                  | - MC: Gold | Happier Than Ever                                                                 |
| "Therefore I Am"                                                            | 2020 | 2                                  | 3                                  | 2                                  | 2                                  | 3                                  | 11                                 | 2                                  | 1                                  | 4                                  | 2                                  | - ARIA: Platinum - BPI: Silver - MC: 2× Platinum - RMNZ: Gold | Happier Than Ever                                                                 |
| "Lo Vas a Olvidar" (with Rosalía)                                           | 2021 | 62                                 | 57                                 | 37                                 | 50                                 | —                                  | 50                                 | 22                                 | —                                  | 37                                 | 35                                 | | Euphoria: Music from the HBO Original Series                                      |
| "Your Power"                                                                | 2021 | 10                                 | 9                                  | 8                                  | 6                                  | 7                                  | 9                                  | 2                                  | 5                                  | 3                                  | 5                                  | | Happier Than Ever                                                                 |
| "Lost Cause"                                                                | 2021 | 27                                 | 18                                 | —                                  | 16                                 | —                                  | 48                                 | 23                                 | 15                                 | 25                                 | 14                                 | | Happier Than Ever                                                                 |
| "—" cho thấy bài hát không lọt vào bảng xếp hạng hay ra mắt tại khu vực đó. |      |                                    |                                    |                                    |                                    |                                    |                                    |                                    |                                    |                                    |                                    | |                                                                                   |

## Các bài hát khác được xếp hạng hay chứng nhận
| Tên                                               | Năm  | Vị trí cao nhất trên bảng xếp hạng | Vị trí cao nhất trên bảng xếp hạng | Vị trí cao nhất trên bảng xếp hạng | Vị trí cao nhất trên bảng xếp hạng | Vị trí cao nhất trên bảng xếp hạng | Vị trí cao nhất trên bảng xếp hạng | Vị trí cao nhất trên bảng xếp hạng | Vị trí cao nhất trên bảng xếp hạng | Vị trí cao nhất trên bảng xếp hạng | Vị trí cao nhất trên bảng xếp hạng | Chứng nhận                                                                   | Album                                    |
| Tên                                               | Năm  | Mỹ                                 | Canada                             | Đức                                | NLD                                | Na Uy                              | NZ                                 | Pháp                               | Thụy Điển                          | Úc                                 | Ý                                  | Chứng nhận                                                                   | Album                                    |
| ------------------------------------------------- | ---- | ---------------------------------- | ---------------------------------- | ---------------------------------- | ---------------------------------- | ---------------------------------- | ---------------------------------- | ---------------------------------- | ---------------------------------- | ---------------------------------- | ---------------------------------- | ---------------------------------------------------------------------------- | ---------------------------------------- |
| "Hostage"                                         | 2017 | —                                  | —                                  | —                                  | —                                  | —                                  | —                                  | —                                  | —                                  | —                                  | —                                  | - RIAA: Bạch kim - ARIA: Vàng - BPI: Bạc - MC: Bạch kim                      | Don't Smile at Me                        |
| "!!!!!!!"                                         | 2019 | —                                  | 79                                 | —                                  | —                                  | —                                  | —                                  | —                                  | —                                  | —                                  | —                                  |                                                                              | When We All Fall Asleep, Where Do We Go? |
| "Xanny"                                           | 2019 | 35                                 | 26                                 | 78                                 | 48                                 | 35                                 | 22                                 | 189                                | 32                                 | 10                                 | 91                                 | - RIAA: Bạch kim - BPI: Bạc - MC: Vàng                                       | When We All Fall Asleep, Where Do We Go? |
| "8"                                               | 2019 | 79                                 | 52                                 | —                                  | 83                                 | —                                  | —                                  | —                                  | 77                                 | 35                                 | —                                  | - RIAA: Vàng - MC: Vàng                                                      | When We All Fall Asleep, Where Do We Go? |
| "My Strange Addiction"                            | 2019 | 43                                 | 21                                 | 86                                 | 51                                 | 39                                 | 21                                 | —                                  | 46                                 | 12                                 | 100                                | - RIAA: Bạch kim - BPI: Bạc - MC: Bạch kim                                   | When We All Fall Asleep, Where Do We Go? |
| "Listen Before I Go"                              | 2019 | 63                                 | 42                                 | —                                  | 73                                 | —                                  | —                                  | —                                  | 71                                 | 29                                 | —                                  | - RIAA: Vàng - ARIA: Vàng - BPI: Bạc - MC: Vàng                              | When We All Fall Asleep, Where Do We Go? |
| "I Love You"                                      | 2019 | 53                                 | 35                                 | —                                  | 61                                 | 38                                 | 39                                 | —                                  | 47                                 | 20                                 | —                                  | - RIAA: Bạch kim - ARIA: Bạch kim - BPI: Bạc - IFPI NOR: Vàng - MC: Bạch kim | When We All Fall Asleep, Where Do We Go? |
| "Goodbye"                                         | 2019 | —                                  | 69                                 | —                                  | —                                  | —                                  | —                                  | —                                  | —                                  | —                                  | —                                  |                                                                              | When We All Fall Asleep, Where Do We Go? |
| "—" cho thấy bài hát không lọt vào bảng xếp hạng. |      |                                    |                                    |                                    |                                    |                                    |                                    |                                    |                                    |                                    |                                    |                                                                              |                                          |

## Các bài hát hợp tác khác
| Tên      | Năm  | Nghệ sĩ khác      | Album                       |
| -------- | ---- | ----------------- | --------------------------- |
| "Sirens" | 2018 | Denzel Curry, JID | Ta13oo                      |
| "Sunny"  | 2020 | Finneas O'Connell | One World: Together at Home |

## Tham gia sáng tác
| Bài hát             | Năm  | Nghệ sĩ                | Album                       |
| ------------------- | ---- | ---------------------- | --------------------------- |
| "Your Eyes"         | 2017 | The Knocks, Tayla Parx | Testify                     |
| "Tear Myself Apart" | 2019 | Tate McRae             | All the Things I Never Said |

## Danh sách video

### Album video
| Tên                            | Chi tiết video |
| ------------------------------ | --- |
| Live at the Steve Jobs Theater | - Phát hành: 4 tháng 12, 2019 (phát trực tuyến). 19 tháng 12, 2019 (tải) - Hãng: Apple Music/Darkroom/Interscope - Định dạng: Tải kĩ thuật số, streaming |

### Video ca nhạc
| Tên                               | Năm           | Phiên bản        | Đạo diễn                    | Tk.           |
| Nghệ sĩ chính                     | Nghệ sĩ chính | Nghệ sĩ chính    | Nghệ sĩ chính               | Nghệ sĩ chính |
| --------------------------------- | ------------- | ---------------- | --------------------------- | ------------- |
| "Ocean Eyes"                      | 2016          | Gốc              | Megan Thompson              | [ 90 ]        |
| "Six Feet Under"                  | 2016          | Gốc              | Billie Eilish               | [ 91 ]        |
| "Ocean Eyes"                      | 2016          | Biển diễn vũ đạo | WeWrkWknds                  | [ 92 ]        |
| "Bellyache"                       | 2017          | Gốc              | Miles and AJ                | [ 93 ]        |
| "Bored"                           | 2017          | Gốc              | Billie Eilish               | [ 94 ]        |
| "Watch"                           | 2017          | Gốc              | Megan Park                  | [ 95 ]        |
| "Idontwannabeyouanymore"          | 2018          | Dọc              | Eli Born                    | [ 96 ]        |
| "Lovely" (with Khalid)            | 2018          | Gốc              | Taylor Cohen, Matty Peacock | [ 97 ]        |
| "Hostage"                         | 2018          | Gốc              | Henry Scholfield            | [ 98 ]        |
| "You Should See Me in a Crown"    | 2018          | Dọc              | Billie Eilish               | [ 99 ]        |
| "When the Party's Over"           | 2018          | Gốc              | Carlos López Estrada        | [ 100 ]       |
| "Bury a Friend"                   | 2019          | Gốc              | Michael Chaves              | [ 101 ]       |
| "Bad Guy"                         | 2019          | Gốc              | Dave Meyers                 | [ 102 ]       |
| "You Should See Me in a Crown"    | 2019          | Gốc              | Takashi Murakami            | [ 103 ]       |
| "Bad Guy"                         | 2019          | Dọc              | Dave Meyers                 | [ 104 ]       |
| "All the Good Girls Go to Hell"   | 2019          | Gốc              | Rich Lee                    | [ 105 ]       |
| "Xanny"                           | 2019          | Gốc              | Billie Eilish               | [ 106 ]       |
| "Everything I Wanted"             | 2020          | Gốc              | Billie Eilish               | [ 107 ]       |
| "My Future"                       | 2020          | Gốc              | Andrew Onorato              | [ 108 ]       |
| "No Time to Die"                  | 2020          | Gốc              | Daniel Kleinman             | [ 110 ]       |
| "Therefore I Am"                  | 2020          | Gốc              | Billie Eilish               | [ 111 ]       |
| "Lo Vas A Olvidar" (with Rosalía) | 2021          | Gốc              | Nabil                       | [ 112 ]       |
| "Your Power"                      | 2021          | Gốc              | Billie Eilish               | [ 113 ]       |
| "Lost Cause"                      | 2021          | Gốc              | Billie Eilish               | [ 114 ]       |